# Frank Sikora
Frank Sikora (* 1956 in London) ist ein deutscher Jazzmusiker, der sich auf Komponieren und Arrangieren konzentriert.
Sikora studierte nach dem Abitur in Biberach an der Riß Komposition, Arrangement und Gitarre am Berklee College of Music und am New England Conservatory. Er nahm zusätzlich Privatunterricht bei Michael Gibbs, Claus Ogerman und Jim Hall. Es kam dann zu ausgedehnter Konzerttätigkeit mit Musikern wie Sal Nistico, Art Farmer, Slide Hampton, Bob Mintzer, Joe Haider, Dieter Ilg oder Victor Bailey. Unter anderem arrangierte er für die BBC London Radio Band, die WDR Big Band Köln, die NDR Bigband und zahlreiche weitere Jazzbands. Von 2003 bis 2006 war er der musikalische Leiter und Chefdirigent des Zurich Jazz Orchestra.
Sikora war von 1986 bis 2007 Lehrbeauftragter an der Hochschule für Musik und Darstellende Kunst Stuttgart für Arrangement, Gehörbildung und Komposition und seit 1989 Leiter der Abteilung Komposition/Arrangement an der Swiss Jazz School in Bern, die Teil der Hochschule der Künste Bern ist. 2003 veröffentlichte er seine „Neue Jazz-Harmonielehre“.
Sikora  lebt mit seiner Familie in der Innerschweiz.

## Werke
- Frank Sikora, Neue Jazz-Harmonielehre. ISBN 3-7957-5124-1